# Schweiz herrlandslag i landhockey
Schweiz herrlandslag i landhockey (italienska: Nazionale di hockey su prato della Svizzera) representerar Schweiz i landhockey på herrsidan. Laget tog slutade på femte plats i 1948 års olympiska turnering.

### Fotnoter
1. ↑  Todor Krastev (19 mars 1948). ”Men Field Hockey Olympic Games 1948 London (GBR) - 31.07-12.08 Winner India” (på engelska). Sport Statistics. Arkiverad från originalet den 6 mars 2016. https://web.archive.org/web/20160306042702/http://www.todor66.com/hockey/field/Olympic/Men_1948.html. Läst 27 juli 2015.